# 吉騰德拉·納特·米斯拉
吉騰德拉·納特·米斯拉博士（1956年4月28日—），印度學者，前外交官。

## 經歷
米斯拉曾就讀於梅奧學院和聖斯蒂芬學院，獲得歷史學榮譽學士學位。他擁有賈瓦哈拉爾·尼赫魯大學國際政治（區域研究與南亞）碩士和博士學位，以及國際研究碩士學位。
米斯拉1982年開始職業生涯，到2016年從印度外事服務部退休前，曾任印度駐葡萄牙大使（2014年至2016年），駐老撾大使，和駐胡志明市總領事（2006年至2010年）。米斯拉能說流利的英語、阿拉伯語、印地語、烏爾都語、孟加拉語和奧迪亞語，以及基本的越南語和葡萄牙語。
米斯拉現任印度金德爾全球大學金德爾國際事務學院的外交實踐教授。他曾任印度國立伊斯蘭大學、里斯本大學和越南國家大學社會科學與人文大學訪問教授，喬治城大學的兼職副教授，和印度國立伊斯蘭大學講師。
米斯拉曾擔任奧里薩邦政府的體育顧問，現任尼赫魯曲棍球錦標賽協會的副主席。他在體育領域著作豐富。